# Atanor

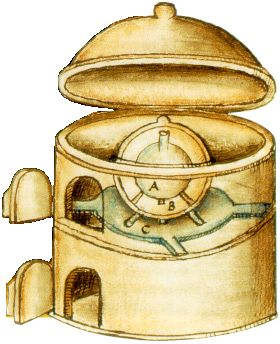
Atanor

Atanor, athanor (arab. tannur = „piec”) − piec przeznaczony do celów alchemicznych, przede wszystkim do sporządzania kamienia filozoficznego. Znajdowało się w nim jajo filozoficzne z właściwymi reagentami (złotem i srebrem oraz tynkturą). Ogień płonący w atanorze powinien być „umiarkowany, stały, słaby, równy, wilgotny i ciepły [...] niewyczerpany i przez naturę jedynie stosowany”. Atanor opalany był zwykle węglem.

## Literatura
- Michał Sędziwój, Traktat o kamieniu filozoficznym, przełożył oraz wstępem i komentarzami opatrzył Roman Bugaj, PWN, Warszawa 1971, s. 394.